# J. Künkels Orgelverkstad
J. Künkels Orgelverkstad AB var ett företag grundat 1961 i Stångby, Lund som 1987 flyttade till Färjestaden. Innehavare var orgelbyggmästaren Johannes Künkel. Firman byggde 102 kyrkorglar i Sverige. Bland de största genomförda uppdragen var restaureringen och ombyggnaden av orgeln i Hedvigs kyrka, Norrköping. Künkel var även förtrogen med musikinstrumentet cembalo.

## Johannes Künkels biografi
Johannes Künkel, född den 6 maj 1930 i Klingelbach, död 2016 i Färjestaden. 
Fadern var pastor i den evangeliska församlingen i Klingelbach och modern Christa var organist. Künkel utbildade sig till orgelbyggare vid Orgelbau Friedrich Weigle i Leinfelden-Echterdingen. Han kom till Sverige 1955, där han fick anställning som intonatör på Mårtenssons orgelfabrik i Lund. År 1961 grundade han sitt eget företag i Stångby. 
År 1987 gifte han sig med kantor Eva Bäckman och samma år flyttades företaget till Färjestaden. Künkel avled 2016. 

## Orglar (urval)

### Nybyggnationer
| År   | Ursprunglig kyrka             | Stift     | Bild                                       | Manualer | Pedal        | Stämmor | Bevarad orgel/fasad | Övrigt                                                                                             |
| ---- | ----------------------------- | --------- | ------------------------------------------ | -------- | ------------ | ------- | ------------------- | -------------------------------------------------------------------------------------------------- |
| 1963 | Sankta Valborgs kapell        | Linköping |                                            | 1        | Självständig | 5       |                     | |
| 1964 | Lammhults kyrka               | Växjö     |                                            | 2        | Självständig | 9       | Nej/Nej             | |
| 1965 | Hakarps kyrka                 | Växjö     |                                            | 1        | Självständig | 5       |                     | Kororgel.                                                                                          |
| 1966 | Långaröds kyrka               | Lund      |                                            | 2        | Självständig | 8       |                     | |
| 1966 | Lilla Isie kyrka              | Lund      |                                            | 2        | Självständig | 11      |                     | |
| 1968 | Skarhults kyrka               | Lund      | Skarhults_kyrka_orgel                      | 2        | Självständig | 6       | Ja/Ja               | |
| 1968 | Linneryds kyrka               | Växjö     |                                            | 2        | Självständig | 20      | Nej/Ja              | Det tidigare orgelverket av Walcker Orgelbau återuppsattes 2022.                                   |
| 1968 | Brågarps kyrka                | Lund      |                                            | 2        | Självständig | 11      | Nej/Nej             | En ny orgel byggdes 2014 av Tomaž Močnik.                                                          |
| 1968 | Västra Torups kyrka           | Lund      |                                            | 2        | Självständig | 10      |                     | |
| 1969 | Bosjöklosters kyrka           | Lund      | Bosjökloster_kyrka,_interiör_2021-07-16_02 | 2        | Självständig | 16      | Ja/Ja               | |
| 1969 | Silvåkra kyrka                | Lund      |                                            | 2        | Självständig | 8       |                     | |
| 1970 | Långasjö kyrka                | Växjö     | Långasjö_kyrka_05                          | 2        | Självständig | 12      | Ja/Ja               | |
| 1970 | Görslövs kyrka                | Lund      |                                            | 1        | Självständig | 12      |                     | |
| 1971 | Norra Solberga gamla kyrka    | Linköping |                                            | 1        | Bihängd      | 5       |                     | |
| 1972 | Ölmstads kyrka                | Växjö     | Olmstads_kyrka_organ2                      | 2        | Självständig | 13      |                     | |
| 1972 | Simlinge kyrka                | Lund      |                                            | 2        | Självständig | 6       |                     | |
| 1973 | Mikaelsgården, Lindås         | Växjö     |                                            | 1        | Självständig | 7       |                     | |
| 1974 | Kirsebergs kyrka              | Lund      |                                            | 2        | Självständig | 17      |                     | |
| 1974 | Stensjökyrkan                 | Göteborg  |                                            |          |              | 5       |                     | |
| 1974 | Borgholms kyrka               | Växjö     |                                            | 1        |              | 6       | Nej/Delvis          | Kororgel. En ny orgel uppfördes av J. Künkel 1995 med återanvändning av fasad och pipverk.         |
| 1974 | Herrljunga kyrka              | Skara     |                                            | 1        | Självständig | 5       | Ja/Ja               | Kororgel. Flyttad 2005 till Källunga kyrka.                                                        |
| 1974 | Ingatorps kyrka               | Linköping |                                            | 1        |              | 4       | Ja/Ja               | Orgelpositiv.                                                                                      |
| 1975 | Hasslö kyrka                  | Lund      | Hasslö_kyrka_Orgeln_01                     | 2        | Självständig | 8       | Ja/Ja               | |
| 1975 | Rydaholms kyrka               | Växjö     | 14_Rydaholms_kyrka.Orgel                   | 2        | Självständig | 20      | Ja/Ja               | |
| 1975 | Kungsmarkskyrkan              | Lund      |                                            | 1        | Självständig | 6       | Nej/Nej             | |
| 1976 | Virke kyrka                   | Lund      |                                            | 1        | Självständig | 5       |                     | |
| 1976 | Kikås kapell                  | Göteborg  |                                            | 1        | Självständig | 5       | Ja/Ja               | |
| 1977 | Hjorteds kyrka                | Linköping |                                            | 1        | Bihängd      | 4       |                     | Kororgel.                                                                                          |
| 1977 | Dannäs kyrka                  | Växjö     |                                            | 2        | Självständig | 7       | Ja/Ja               | |
| 1977 | Svensköps kyrka               | Lund      |                                            | 2        | Självständig | 10      |                     | |
| 1978 | Agunnaryds kyrka              | Växjö     |                                            | 1        | Bihängd      | 4       |                     | Kororgel.                                                                                          |
| 1978 | Forsheda kyrka                | Växjö     |                                            | 1        | Bihängd      | 4       |                     | Kororgel.                                                                                          |
| 1978 | Månsarps kyrka                | Växjö     |                                            | 1        | Självständig | 6       |                     | Kororgel.                                                                                          |
| 1978 | Olofströms kyrka              | Lund      |                                            | 2        | Självständig | 18      |                     | |
| 1978 | Nådens kapell, Färjestaden    | Växjö     | Nådens_kapell_Orgeln_003                   | 1        | Självständig | 6       | Ja/Ja               | Orgeln invigdes första söndagen i advent 1978. Orgeln flyttades 2023 till Karlslunds kapell, Nora. |
| 1978 | Två Systrars kapell, Kalmar   | Växjö     |                                            | 1        | Bihängd      | 4       | Nej/Nej             | En ny orgel byggdes 1991 av Ålems Orgelverkstad.                                                   |
| 1979 | Hinneryds kyrka               | Växjö     |                                            | 2        | Självständig | 16      | Ja/Ja               | |
| 1979 | Barkeryds kyrka               | Växjö     |                                            | 1        |              | 4       |                     | Kororgel.                                                                                          |
| 1979 | Äspinge kyrka                 | Lund      |                                            | 2        | Självständig | 10      |                     | |
| 1980 | Annelundskyrkan, Ljungby      | Växjö     | Annelund_kyrkan_Kyrkosal                   | 2        | Självständig | 11      | Ja/Ja               | |
| 1980 | Vårdnäs kyrka                 | Linköping |                                            | 1        | Självständig | 8       |                     | Kororgel.                                                                                          |
| 1980 | Västerhejde kyrka             | Visby     | Órgano_da_igrexa_de_Västerhejde            | 2        | Självständig | 11      | Ja/Ja               | |
| 1980 | Stiby kyrka                   | Lund      |                                            | 2        | Självständig | 20      |                     | |
| 1980 | Knislinge kyrka               | Lund      |                                            | 2        | Självständig | 22      |                     | |
| 1981 | Bredåkra kyrka                | Lund      | 20090822_Bredakra,_Kirche,_Orgel           | 2        | Självständig | 15      | Ja/Ja               | |
| 1981 | Vittaryds kyrka               | Växjö     |                                            | 2        | Självständig | 13      |                     | |
| 1982 | Berga kyrka                   | Växjö     |                                            | 1        | Självständig | 6       |                     | |
| 1982 | Hejde kyrka                   | Visby     | Hejde_kyrka                                | 1        | Självständig | 7       | Ja/Ja               | Kororgel.                                                                                          |
| 1982 | Mariakyrkan, Ljungby          | Växjö     |                                            | 1        | Självständig | 7       |                     | |
| 1982 | Skogskapellet, Jönköping      | Växjö     |                                            | 2        | Självständig | 12      |                     | |
| 1982 | Gryts kyrka                   | Lund      |                                            | 1        | Självständig | 8       |                     | |
| 1983 | Kyrkvillan, Hovslätt          | Växjö     |                                            | 1        | Självständig | 6       |                     | |
| 1983 | Hovshaga kapell               | Växjö     |                                            | 1        | Självständig | 9       | Ja/Ja               | Mekanisk orgel.                                                                                    |
| 1984 | Landsjökyrkan                 | Växjö     |                                            | 1        | Självständig | 6       |                     | |
| 1984 | Kviinge kyrka                 | Lund      | Kyrkor_i_lunds_stift_-_Kviinge_kyrka_1     | 2        | Självständig | 15      |                     | |
| 1984 | Sankt Lars kyrka, Enköping    |           |                                            | 1        | Självständig | 7       |                     | |
| 1985 | Listerby kyrka                | Lund      | Listerby_kyrka_Orgel_016                   | 2        | Självständig | 18      | Ja/Ja               | |
| 1985 | Sofiakyrkan, Jönköping        | Växjö     |                                            | 1        |              | 4       |                     | Kororgel.                                                                                          |
| 1985 | Vamlingbo kyrka               | Visby     |                                            | 2        | Självständig | 13      |                     | |
| 1985 | Kiaby kyrka                   | Lund      | Kiabykyrka int06                           | 2        | Självständig | 10      |                     | |
| 1986 | Stenkumla kyrka               | Visby     | Órgano_da_igrexa_de_Stenkumla              | 1        | Självständig | 7       | Ja/Ja               | |
| 1986 | Fleninge kyrka                | Lund      |                                            |          |              |         |                     | |
| 1987 | Stiftsgården Vårdnäs          | Linköping |                                            | 1        | Bihängd      | 4       |                     | |
| 1987 | Sankt Anna kyrka, Helsingborg | Lund      |                                            | 2        | Självständig | 7       |                     | |
| 1988 | Rone kyrka                    | Visby     |                                            | 1        | Bihängd      | 6       |                     | Kororgel.                                                                                          |
| 1989 | Bjäresjö kyrka                | Lund      |                                            | 1        | Självständig | 6       |                     | |
| 1990 | Ardre kyrka                   | Visby     | Ardre_kyrka_church_organ                   | 1        | Självständig | 6       | Ja/Ja               | |
| 1990 | Lojsta kyrka                  | Visby     | Órgano_da_igrexa_de_Lojsta                 | 1        | Självständig | 9       | Ja/Ja               | |
| 1992 | Halls kyrka                   | Visby     |                                            | 1        | Självständig | 5       |                     | |
| 1995 | Borgholms kyrka               | Växjö     | Borgholms_kyrka_Kyrkorgeln_010             | 2        | Självständig | 18      | Ja/Ja               | |

### Reparationer och ombyggnationer
| År   | Ursprunglig kyrka | Stift | Bild | Manualer | Pedal        | Stämmor | Bevarad orgel/fasad | Övrigt |
| ---- | ----------------- | ----- | ---- | -------- | ------------ | ------- | ------------------- | --- |
| 1977 | Vederslövs kyrka  | Växjö |      | 2        | Självständig | 15      | Ja/Ja               | 1977 omdisponerade och renoverade renoverade J Künkels Orgelverkstad orgeln. Den var byggd 1892 av Setterquist & Son, Örebro. Mekanisk orgel. |
| 1978 | Härlunda kyrka    | Växjö |      | 2        | Självständig | 13      | Ja/Ja               | Orgeln omändrades 1978 av J Künkels Orgelverkstad. Då gjordes orgeln om från pneumatisk till mekanisk. Orgeln var byggd 1950 av A Mårtenssons Orgelfabrik AB, Lund. Fasaden som används till orgeln är från 1850 års orgel, byggd av Magnus Larsson Elmelin. |